# Kernkraftwerk Susquehanna
Das Kernkraftwerk Susquehanna (englisch Susquehanna Steam Electric Station, SSES) liegt am Susquehanna River im Luzerne County im Bundesstaat Pennsylvania der Vereinigten Staaten. Das Kernkraftwerk besteht aus zwei aktiven Siedewasserreaktoren.

## Geschichte
Geplant wurde das Kraftwerk ab 1970. Am 2. November 1973 erfolgte der Baubeginn der beiden General Electric-Siedewasserreaktoren von Typ BWR-4 Mark 2. Baugleiche Reaktoren stehen unter anderem im Kernkraftwerk Limerick. Am 1. September 1982 wurde der erste Block kritisch und nahm am 16. November 1982 den Betrieb auf. Ab dem 8. Juni 1983 fing der Block an, Strom in das öffentliche Stromnetz zu speisen. Block 2 wurde am 8. Mai 1984 das erste Mal kritisch und nahm den Betrieb am 3. Juli 1984 auf. Der Kommerzielle Leistungsbetrieb von Block 2 erfolgte am 12. Februar 1985. Das Kraftwerk kostete über 4,1 Milliarden Dollar. Die Betriebslizenz von Block 1 lief ursprünglich 2022 ab und die von Block 2 im Jahr 2024, 2006 beantragte der Betreiber eine Verlängerung der Laufzeiten um 20 Jahre, diese wurde im November 2009 genehmigt.
Ursprünglich hatten die Reaktoren eine Leistung von 1100 Megawatt. Der Dampf hat eine Temperatur von 280 °C und die Turbinen der Reaktoren sind 63 Meter lang. Die Reaktoren sind zwei Siedewasserreaktoren mit einem Kühlmitteldurchsatz von mehr als 817 m³ pro Minute (216.000 Gallonen pro Minute). Die Brennelemente im Reaktor sind von 0,71 % bis zu 4,95 % angereichert. Die Brennstofftabletten stecken in Röhren aus Zirkalloy. Die Kühltürme der Anlage sind 164 Meter hoch.
In den Jahren 2003 und 2004 wurden die Turbinen der Anlage modernisiert. Grund war, dass immer öfter Risse in diesem Teil der Anlage auftraten. Durch die Modernisierung konnten 80 Megawatt mehr Leistung produziert werden, so dass man die Reaktoren um 50 Megawatt abfahren konnte, wodurch das Material geschont und der Abbrand etwas verringert wurde. Der Austausch der Turbine erforderte einen Stillstand der Reaktoren von 38 Tagen. Es gibt auch den Plan, die thermische Leistung der Reaktoren um 13 % zu steigern. Durchgeführt werden sollte eine weitere Modernisierung der Turbine in den Jahren 2007 und 2008.
Neben dem Kernkraftwerk sollte ein neues Kernkraftwerk mit dem Namen Bell Bend und einem US-EPR (Evolutionary Power Reactor) gebaut werden. Bis Ende 2008 sollten alle Lizenzen für den Bau eingeholt sein. Im März 2015 gab der Kraftwerksbauer Areva bekannt, generell keine neuen Reaktoren mehr bauen zu wollen.

## Störungen
- Am 10. September 2003 mussten beide Reaktoren leicht abgefahren werden, da es zu einem Ölbrand gekommen war. Das Feuer brach an einer der Umwälzpumpen von Block 1 aus.[10]
- Am 28. April 2005 musste Block 2 vom Netz genommen werden, da es ein Problem mit einem Transformator gab.
- Am 6. Juni 2005 kam es um 12:33 Uhr (EDT) zu einer automatischen Abschaltung von Block 2 aufgrund eines Problemes mit der elektrischen Übertragung in das öffentliche Netz.[11]
- Am 2. März 2006 lief ein Alarm in der Brandmeldezentrale des Kernkraftwerkes ein, der ein Feuer in Block 2 meldete. Die Werkfeuerwehr stellte fest, dass es kein Feuer gab. Der Reaktor wurde heruntergefahren. Der Vorfall wurde der örtlichen Aufsichtsbehörde mitgeteilt.[12]
- Am 29. April 2006 musste Block 2 wegen eines Wasserlecks heruntergefahren werden. Dieser Vorfall hätte zwar den Betrieb des Blocks nicht beeinträchtigt, da das Leck zu klein war, trotzdem wurde der Reaktor als Vorsichtsmaßnahme abgeschaltet, um das Leck zu reparieren.
- Am 17. Dezember 2012 wurde Block 2 während eines Routine-Turbinentests automatisch heruntergefahren. Die Ursache wird noch untersucht.[13]

## Direktstromlieferung an Rechenzentrum
Mit Stand 2024 gehört eine erzeugte Leistung von 2228 MW dem Energieversorgungsunternehmen Talen Energy, das 2015 aus der PPL Corporation ausgegründet wurde. Im November 2024 lehnte die Regulierungsbehörde Federal Energy Regulatory Commission einen vom Übertragungsnetzbetreiber (Regional transmission organization) PJM Interconnection vorgelegten Plan ab. Der Plan hätte zwischen dem Übertragungsnetzbetreiber, dem Kernkraftwerksbetreiber und dem Verteilnetzbetreiber PPL Electric Utilities regeln sollen, wie Talen Energy gegenüber einem bestehenden Liefervertrag einen höheren Anteil der elektrischen Energie an ein Rechenzentrum hätte liefern können.
Das Rechenzentrum steht in Berwick (Pennsylvania) auf einem firmeneigenen Gelände in der Nähe des Kernkraftwerks. Die Regulierungsbehörde sieht bei einer Umsetzung des Plans mit dem vorgelegten Inhalt die Möglichkeit von Marktverzerrungen, da andere Unternehmen nicht auf gleiche Weise Großkraftwerk und Großverbraucher nebeneinander setzen können und PJM Interconnection unterschiedlichen Kunden uneinheitliche Vertragskonditionen einräumen könnte. Auch könne die Netzstabilität beeinträchtigt werden, wenn Unternehmen bei Direktstromlieferung keine angemessenen Netznutzungsentgelte an Netzbetreiber zahlen. Die Behörde ging auf Einwände der konkurrierenden Energieunternehmen Exelon und American Electric Power ein.
Die als Präzedenzfall bewertete behördliche Entscheidung könnte Einfluss auf andere Projekte zur Direktstromlieferung haben, so bei Vistra Energys Gaskraftwerk Moss Landing, auf Public Service Enterprise Groups Kernkraftwerk Hope Creek und auf Constellation Energys Kernkraftwerk Three Mile Island.

## Daten der Reaktorblöcke
| Reaktorblock  | Reaktortyp         | Netto- leistung | Brutto- leistung | Baubeginn  | Netzsyn- chronisation | Kommer- zieller Betrieb | Abschal- tung  |
| ------------- | ------------------ | --------------- | ---------------- | ---------- | --------------------- | ----------------------- | -------------- |
| Susquehanna-1 | Siedewasserreaktor | 1.135 MW        | 1.199 MW         | 02.11.1973 | 16.11.1982            | 08.06.1983              | (2022 geplant) |
| Susquehanna-2 | Siedewasserreaktor | 1.140 MW        | 1.204 MW         | 02.11.1973 | 03.07.1984            | 12.02.1985              | (2024 geplant) |